# Plynař

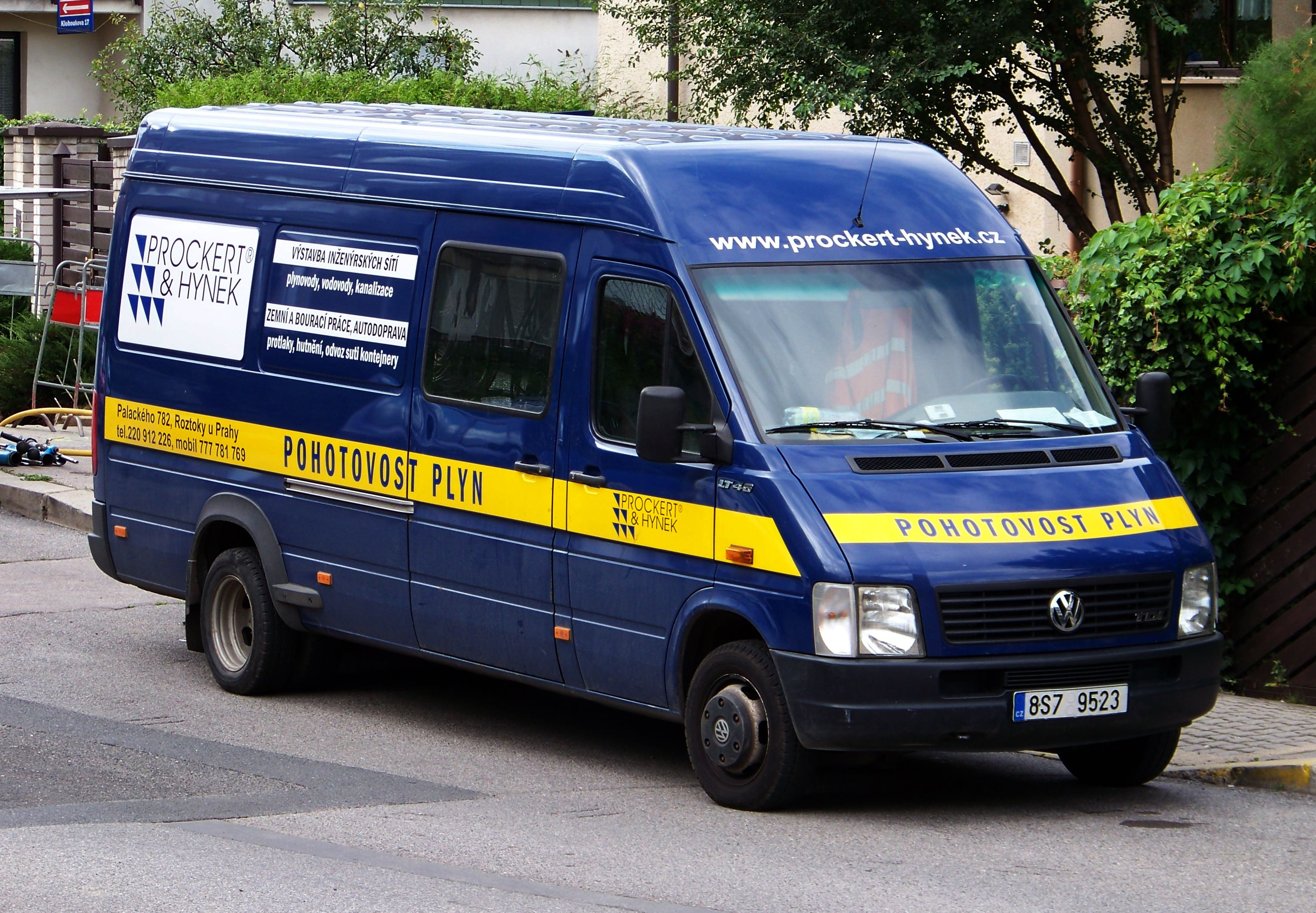
Pohotovostní vůz plynařů

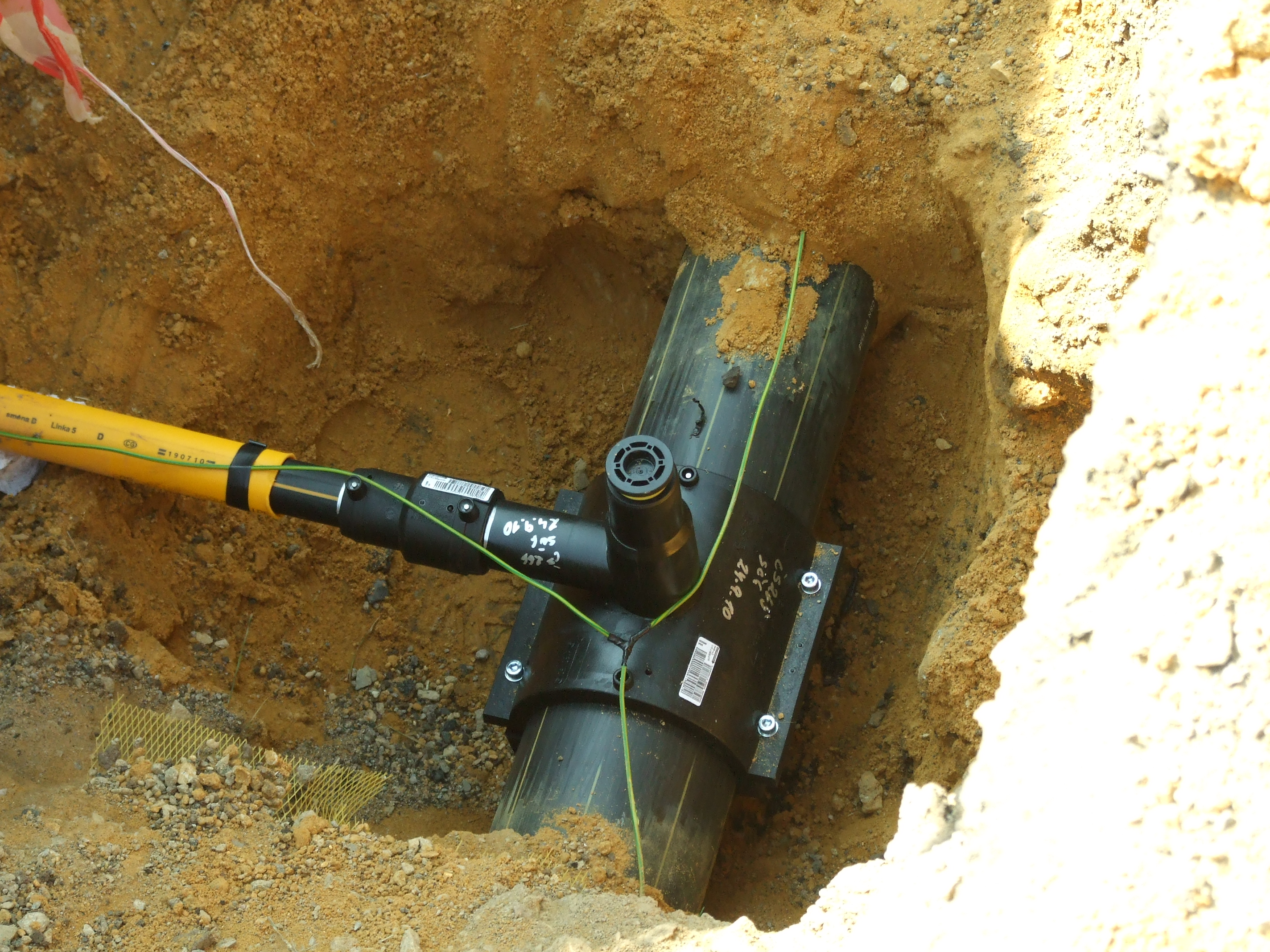
Výkop s uličním plynovodem a domovní přípojkou

Plynař je zkrácené pojmenování profese či zaměstnání osoby, která spravuje plynařskou techniku. Vhodná škola pro toto zaměstnání je učební obor plynař-topenář nebo instalatér-topenář.
Plynaři zajišťují velkou škálu prací, např. montáž plynového otopného kotle, certifikace nových vedení, přestavba automobilu na plyn (LPG), oprava a poruchy plynového vedení a nezřídka plynaři zasahují i při úniku plynu. 

## Plynové rozvody
Pro rozvody plynu v budovách se používá svařované ocelové potrubí, pro menší průměry měděné spojované pájením. V místech rozebíratelných spojů (u plynoměrů, spotřebičů apod.) se používá přírubový spoj s vloženým těsněním. Z bezpečnostních důvodů se plynové rozvody označují žlutou barvou.
Dříve se používaly ocelová potrubí se závitovými spoji těsněnými lněnou koudelí s fermeží.